# Camponotus camelus
Camponotus camelus är en myrart som beskrevs av Carlo Emery 1883. Camponotus camelus ingår i släktet hästmyror, och familjen myror. Inga underarter finns listade.